# Aurorae Sinus
L'Aurorae Sinus è una caratteristica di albedo della superficie marziana, situata nell'emisfero australe del pianeta, caratterizzata dal colore nettamente più scuro rispetto a quello delle regioni circostanti. Assieme ad altre formazioni, l'Aonium Sinus e al Solis Lacus, alle quali pure sono stati assegnati nomi latini, costituisce quello che è meglio conosciuto nel campo dell'astronomia osservativa come l'"occhio di Marte".